# Asalluḫi
Asalluḫi, das Erstgeborene Kind von Eridu (Eridu-ga-ke4, dumu-sagdEn-ki-ga-ke4 (CT 24 12-17)), Asalluchi, (auch Asariluḫi, „Beschwörungspriester“) ist eine sumerische Gottheit.
Asalluḫi ist ein Helfergott bei rituellen Beschwörungen. Er ist Sohn von Enki. Von diesem erhält er Anweisungen für diese Beschwörungen und er berichtet seinerseits seinem Vater vom Treiben der Dämonen.
Asalluḫi ist unter den 50 Namen Marduks der erste. Die folgenden Namen beginnen ebenfalls mit dem Zeichen Asal/Asar. Der Name Asalluḫi wurde Marduk durch Anšar verliehen.